# James P. Tam
James Pingkwan Tam (* 25. März 1947 in Hongkong) ist ein Chemiker (Peptidchemie, pharmazeutische Chemie, Naturstoffchemie) und Hochschullehrer an der Nanyang Technological University (NTU) in Singapur.
Tam studierte pharmazeutische Chemie an der University of Wisconsin-Madison mit dem Bachelor-Abschluss 1971 und der Promotion 1976, forschte ab 1976 an der Rockefeller University, an der er ab 1980 Assistant Professor und ab 1982 Associate Professor war, war 1991 bis 2004 Professor an der Vanderbilt University (Abteilung Mikrobiologie und Immunologie) und 2004 bis 2008 am Scripps Research Institute.  Er ist Lee Wee Nam Professor an der  NTU, an der er Gründungsdekan der School of Biological Sciences war und eines Programms für Doppelabschlüsse in Biomedizin und traditioneller chinesischer Medizin, Direktor  des Biological Research Center und Direktor des Synzymes and Natural Products Center (SYNC) ist.
In den 1980er Jahren entwickelte er Peptid-Dendrimere für Protein-Mimetika in der Immunologie (synthetische Vakzine). Später befasste er sich mit der Suche nach Biotherapeutika aus Heilpflanzen.
1986 erhielt er den Vincent du Vigneaud Award, 2003 den Rao Makineni Award  der American Peptide Society, 2005 den Ralph F. Hirschmann Award in Peptide Chemistry und 2013 den R. Bruce Merrifield Award. Er ist Mitglied der American Association for the Advancement of Science.
Er ist Ko-Gründer der International Chinese Peptide Symposia. 1996 erhielt er den Cathay Award der Chinese Peptide Society.